# Vinho Novo
Vinho Novo é o sexto álbum ao vivo do Koinonya, lançado em 2002 pela gravadora MK Music.
Com produção musical de Josué Fernandes, foi gravado ao vivo na Comunidade Evangélica Sara Nossa Terra, localizada na cidade do Brasília em 2002. A obra traz Bené Gomes e Márcio Pereira dividindo a função de principais vocalistas. Como backings, participam Nilson Ferreira e Nádia Santolli. Os ex-integrantes Alda Célia e Geraldo Alcântara fazem participação especial na obra.
Foi o último disco com a participação de todos os integrantes que ainda participavam do Koinonya, exceto do líder Bené Gomes. O músico deixou de ser membro da Comunidade Sara Nossa Terra e, assim, levou o nome do grupo, como fundador, consigo.

## Faixas
1. "Invencível"
2. "Há Unção de Deus"
3. "Concede-me, Senhor"
4. "A Paz do Céu"
5. "Nome Sobre Todo Nome"
6. "Senhor Eu Quero Te Ver"
7. "Tu és Senhor"
8. "Magnífico"
9. "Vinho Novo"
10. "Disponível em Tuas Mãos"
11. "Deus Fará um Caminho"
12. "Tu Estás Aqui, Senhor"